# Serieåret 2009

## Händelser

### Februari
- Två titlar från Ultimate Marvel, Ultimate X-Men och Ultimate Fantastic Four, avbryts båda vid så kallade "milstolpar": Ultimate X-Men's avslutas med nummer 100,[1] och Ultimate Fantastic Four's med nummer 60.[2]
- I samband med att Barack Obama blivit USA:s president innehåller Amazing Spider-Man #583 en helt ny berättelse där Barack Obama slår sig samman med Spindelmannen i "Spidey Meets the President!" Omslaget förekommer i fem olika varianter.[3]

### April
- I samband med Wolverines 35-årsjubileum som seriefigur, har Marvel Comics meddelat att flertalet Marveltitlar kommer innehålla Wolverine på omslaget i april 2009.[4]  Stilen skall påminna om Pablo Picasso, Salvador Dalí, Andy Warhol.[5] Första numren med Wolverine Art Appreciation blir Captain Britain och MI13 #12, Amazing Spider-Man #590, Hulk #11, Uncanny X-Men #508, och Secret Warriors #3.[6]
- "Whatever Happened to the Caped Crusader?" blir en berättelse med DC Comics figur Batman. Berättelsen publiceras i två delar, i "sista" numren av Batman (#686) och Detective Comics (#853), släppta i februari respektive april. Bland skaparna återfinns Neil Gaiman. [7]

### Maj
- 1 maj - Filmatiseringen av X-Men Origins: Wolverine har biopremiär.[8] [8]

### September
- 9 september - Det meddelas att Paul Levitz slutar som ordförande och förläggare för DC Comics för att i stället verka som redaktör för nybildade DC Entertainment,[9]
- 27 september - Polandball skapades på Krautchan av användaren FALCO

### Oktober
- 7 oktober: Haunt, en serie skapad av Todd McFarlane och Robert Kirkman, lanseras av Image Comics. Den har skrivits av Kirkman med skiss av Greg Capullo, illustrationer av Ryan Ottley, och bläck av by McFarlane.[10]

## Utgivning
- Asterix & Obelix födelsedag – Den gyllene boken [11]
- En hyllning till kungen av pop

### Fotnoter
1. ↑  ”Ultimate X-Men #100”. Marvel.com. Arkiverad från originalet den 12 september 2009. https://www.webcitation.org/5jixT9SE0?url=http://marvel.com/catalog/?id=11154. Läst 20 mars 2009.
2. ↑  ”Ultimate Fantastic Four #60”. Marvel.com. Arkiverad från originalet den 8 april 2009. https://web.archive.org/web/20090408092620/http://www.marvel.com/catalog/?id=11099. Läst 20 mars 2009.
3. ↑  ”Spider-Man and Barack Obama team up | Marvel.com News”. Marvel.com. http://www.marvel.com/news/comicstories.6546.Spidey_Meets_the_President!. Läst 7 september 2010.
4. ↑  ”Wolverine as Masterpiece”. The Washington Post. 18 mars 2009. http://www.washingtonpost.com/wp-dyn/content/gallery/2009/03/18/GA2009031801486.html. Läst 23 april 2010.
5. ↑  ”Marvel prepares to showcase Wolverine from a very different perspective | Marvel.com News”. Marvel.com. http://www.marvel.com/news/comicstories.7254.Wolverine_Art_Appreciation_Month. Läst 7 september 2010.
6. ↑  ”News | Marvel Announces “Wolverine Art Appreciation Month””. Comicspriceguide.com. 19 mars 2009. Arkiverad från originalet den 22 maj 2010. https://web.archive.org/web/20100522003814/http://www.comicspriceguide.com/blog/post/2009/03/19/Marvel-Announces-e2809cWolverine-Art-Appreciation-Monthe2809d.aspx. Läst 7 september 2010.
7. ↑  DC Nation Panel at San Diego Comic-Con 2008
8. 1 2  McClintock, Pamela (17 oktober 2007). ”'Wolverine' claws on May '09 date”. Variety. Arkiverad från originalet den 12 september 2009. https://www.webcitation.org/5jixSlRX8?url=http://www.variety.com/article/VR1117975064.html?categoryId=13. Läst 19 mars 2009.
9. ↑  Warner Bros. Creates DC Entertainment to Maximize DC Brands, Newsarama. läst 9 september 2009.
10. ↑  
Brady, Matt (7 februari 2009). ”NYCC '09 - Image Comics Panel”. Newsarama. http://www.newsarama.com/comics/090206-nycc09-image-comics.html. Läst 12 augusti 2009.
11. ↑  ”Tintin”. Arkiverad från originalet den 13 februari 2011. https://web.archive.org/web/20110213010603/http://www.asterix.com/books/albums/. Läst 12 mars 2011.